# Umspannwerk Buckau

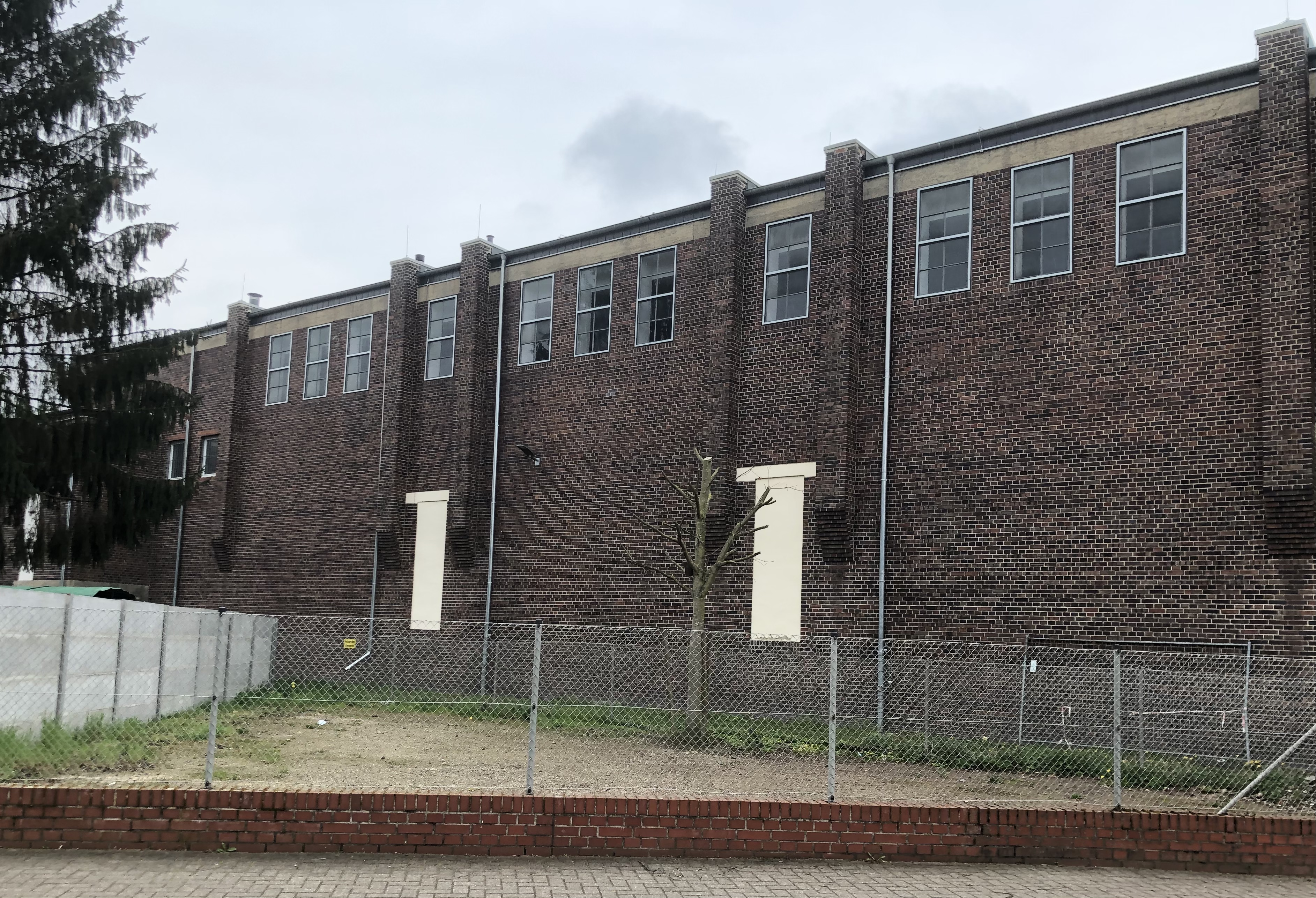
Umspannwerk Buckau, 2021

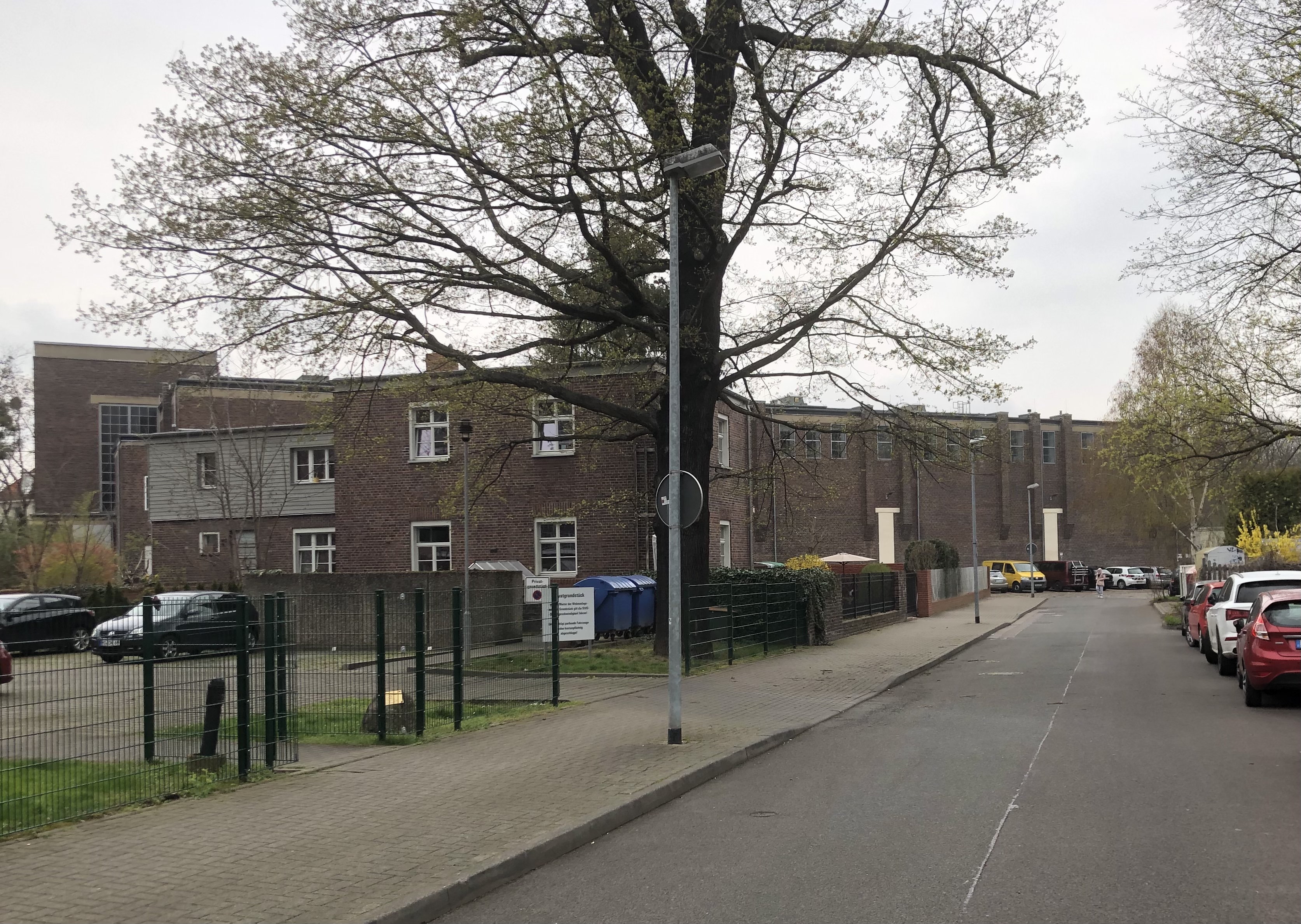
Komplex mit Beamtenwohnhaus (links)

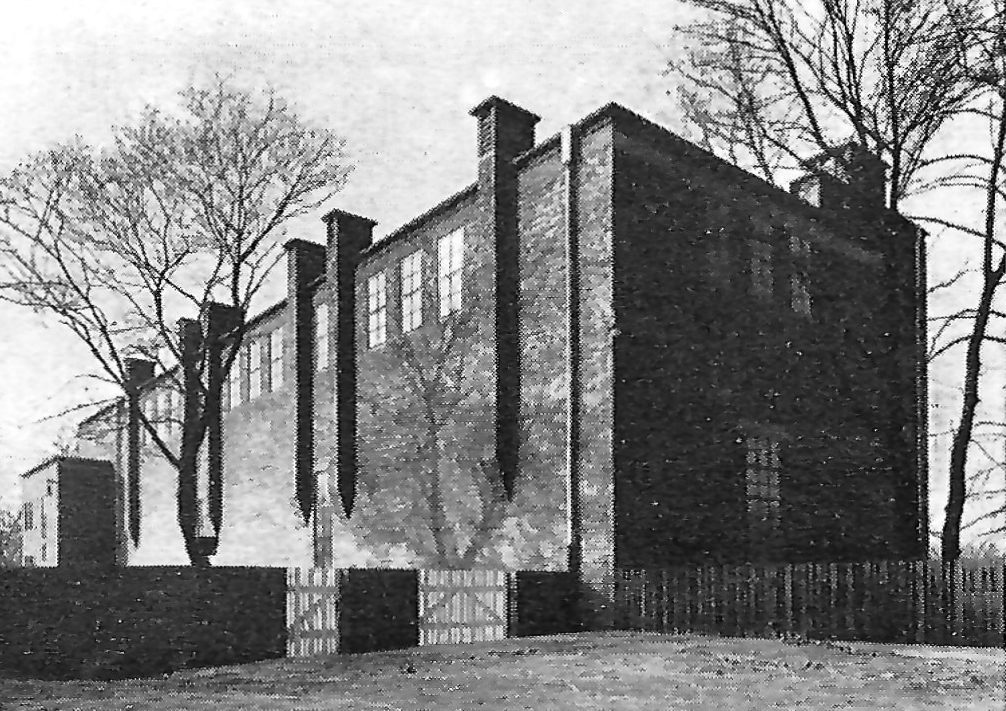
Umspannwerk, 1926

Das Umspannwerk Buckau ist ein denkmalgeschütztes Umspannwerk in Magdeburg in Sachsen-Anhalt.

## Lage
Es befindet sich am nördlichen Ende der Porsestraße im Magdeburger Stadtteil Buckau an der Adresse Porsestraße 4.

## Architektur und Geschichte
Das Umspannwerk wurde im Jahr 1926 nach einem Entwurf des Stadtbaurats Johannes Göderitz im Stil des Neuen Bauens errichtet. Es entstand ein langgestreckter, kubisch wirkender Bau in Stahlbetonskelett, die schmucklosen Fassaden sind jedoch mit Ziegeln verblendet. Es besteht eine einfache vertikale Gliederung durch hohe rechteckige Fensteröffnungen und auf der Südseite befindliche, an Strebepfeiler erinnernde Luftschlote. Sie dienen zur Kühlung der im Gebäudeinneren befindlichen Leistungstransformatoren und elektrischen Schaltfelder. Eine horizontale Gliederung erfolgt durch ein aus Sichtbeton gefertigtes, umlaufendes Traufgesims.
Südlich des Gebäudes befindet sich ein in ähnlicher Gestaltung erbautes Beamtenwohnhaus.
Im örtlichen Denkmalverzeichnis ist das Umspannwerk unter der Erfassungsnummer 094 06274 als Baudenkmal verzeichnet.
Der Komplex gilt als architektonisch anspruchsvolles Beispiel technischer Funktionsarchitektur und architekturgeschichtlich wichtiges Zeugnis der Zeit als Magdeburg als Stadt des Neuen Bauens galt.